# Schweizer Fussballmeisterschaft 1914/1915
Osmnáctý ročník Schweizer Fussballmeisterschaft (česky: Švýcarské fotbalové mistrovství) se konal za účasti šestnácti klubů.
Šestnáct klubů bylo rozděleno do čtyř skupin (centrum 1 a 2, východ a západ), poté se vítězové skupin utkali vyřazovacím způsobem. Sezonu vyhrál poprvé ve své historii SC Brühl St. Gallen.